# Magyarország kolozsvári főkonzulátusa
Magyarország kolozsvári főkonzulátusa (románul: Consulatul General al Ungariei Cluj-Napoca) hazánk 1922 óta – a hullámzó magyar–román kapcsolatok aktuális állásának függvényében éppen hol bezárt, hol újranyitott – főkonzulátusa. Az intézmény 1997-től Kolozsváron a Piața Unirii nr. 23., vagyis a Fő tér 23. alatt, az úgynevezett Rucska-házban működik, vezetője 2022-től Grezsa Csaba főkonzul.

## Hatásköre
Romániában a bukaresti nagykövetség konzuli osztálya mellett a csíkszeredai és a kolozsvári konzulátus látja el a magyar állampolgárok képviseletét, a három intézmény konzuli kerületei lefedik Románia területét. A főkonzulátus állampolgárok ügyeivel foglalkozik, a konzulátusok általános ügyrendjének megfelelően államközi diplomáciai kapcsolatokkal nem. A kolozsvári főkonzulátushoz az alábbi megyék tartoznak: Arad, Bihar, Kolozs, Szatmár, Szilágy és Temes megye.

## Története
A trianoni békeszerződést követően elcsatolt területekről megindult népmozgásokhoz szükséges iratokkal kapcsolatos ügyek intézésére útlevélkirendeltséget nyitottak a Központi Szállóban feltehetőleg 1922-ben (a bukaresti nagykövetség 1921 januárjában nyílt). Az első hivatalvezető Aichhorn Richárd volt. Az útlevélhivatalt 1936-tól konzulátusként működtették, első (ideiglenes) konzulunk Bothmer Károly volt. Az intézmény a Monostori út (Strada Moților) 3. szám alatt működött. Az 1940-es második bécsi döntés hatására Kolozsvár ismét Magyarország része lett, így a konzulátust bezárták. A második világháború idején a két ország között a diplomáciai kapcsolatok megszakadtak, azok ismételt felvételére csak 1945 után került sor. Kezdetben politikai misszió működött Bukaresten, ami csak 1947-ben alakult át követséggé, és azonnal szorgalmazták a kolozsvári konzulátus ismételt megnyitását. Ezt azonban két év alatt sem tudták elérni: a román hatóságok csak egy ideiglenes, két évi időtartamra engedélyezett útlevélhivatal felállítását hagyták jóvá, ami 1949. augusztus 1-jén meg is nyílt az Erzsébet út 8. szám alatt. Bár magyar részről igény mutatkozott, hogy a hivatal kulturális és gazdasági feladatokat is ellásson, a románok rendre annak bezárást szorgalmazták. Bár az eredeti, két éves időtartamot jócskán túlélte a képviselet, végül azt 1955-ben román nyomásra be kellett zárni.
Több mint két évtized elteltével, 1977. június 16-án Nagyváradon írták alá azt a magyar-román egyezményt, amely lehetővé tette, hogy Románia Debrecenben, Magyarország pedig Kolozsváron állítson fel főkonzulátust (a debreceni román főkonzulátus egyébként 1985-ben anyagi okok miatt bezárt). Erre elsősorban a megnövekedett idegenforgalom, a családlátogatások és a kishatárfogalom miatt volt szükség. A főkonzulátus megnyitására azonban csak 1980. április 11-én került sor, első főkonzulunk Szepes István lett, akit még 1978-ban neveztek ki, de csak 1980-tól dolgozhatott az akkor átadott épületben. Jogilag tehát 1977-ben, gyakorlatilag azonban csak 1980-ban nyílt főkonzulátus Kolozsváron. A székhelye ekkor a Tisztviselőtelepen, az Attila út (Str. Andrei Mureșanu) és Zrínyi utca sarkán volt.
1988. június 27-én zajlott Románia budapesti nagykövetsége előtt a falurombolás elleni Erdély-tüntetés, melyre válaszul a Nicolae Ceaușescu vezette Románia bezáratta a kolozsvári magyar főkonzulátust. Ekkor Vékás Domokos volt a képviselet vezetője (aki Szepes Istvánt váltotta 1984-ben), és őt, valamint a főkonzulátus valamennyi munkatársát kiutasították Romániából, 48 órát hagyva az összecsomagolásra, az épület átadására és az ország elhagyására. 1988. június 28-án tehát ismét bezárt a kolozsvári képviseletünk. Ezt követően Magyarország évekig tárgyalt Romániával a főkonzulátus megnyitásáról, erre azonban csak kilenc évvel később, 1997. július 23-án került sor, a magyarellenességéről hírhedt Gheorghe Funar polgármestersége idején, aki egyébként nem volt jelent a megnyitón. Első főkonzulunk Bitay Károly volt.
Kolozsvár mindig is kiemelt célpontja volt az Erdélyben működő külföldi képviseleteknek: 1933-ban brit, svájci, francia, német, görög, olasz, norvég és lengyel konzulátusok működtek a városban, 2019-ben pedig – a magyaron kívül – olasz, holland, szlovén és török konzulátusok működnek itt.
| Magyar képviseletek működése Kolozsváron 1922-2019 között |           |
| képviselet rangja                                         | időtartam |
| útlevélkirendeltség                                       | 1922–1936 |
| konzulátus                                                | 1936–1940 |
| útlevélhivatal                                            | 1949–1955 |
| főkonzulátus                                              | 1977–1988 |
| főkonzulátus                                              | 1997–     |

### Főkonzulok
- Grezsa Csaba 2022–
- Mile Lajos 2014–2022
- Magdó János(wd)
- Szilágyi Mátyás 2008–2012
- Cseh Áron 2003–2008
- Alföldi László 1999–2003
- Bitay Károly 1997–1999[14]
- 1988 és 1997 között nem működött a főkonzulátus
- Vékás Domokos 1983–1988
- Szepes István 1978–1983